# Marcos Juárez
Marcos Juárez è una città dell'Argentina, capoluogo del dipartimento di omonimo, nella provincia di Córdoba. Fu fondata nel 1887.

## Amministrazione

### Gemellaggi
- Genola (CN)
- Gongqingcheng